# Suomen Luonto
Suomen Luonto («Природа Финляндии») — крупнейший в Финляндии журнал о живой природе и вопросах экологии.

## История
Журнал был основан в 1941 году и печатается в Хельсинки под протекторатом Финляндской ассоциации охраны природы.
С 2000 года, по откликам читателей, журнал присуждает ежегодно звание «самой ненужной вещи года» (Vuoden turhake) (в 2013 году таковой стал душистый пакет для мусора; в 2014 году — ловушка для насекомых, в 2015 году — пластиковая упаковка для яиц, в 2016 — полиэтиленовый пакет; в 2017 году — флисовая ткань).